# Foussball Nationaldivisioun 2014/2015
Foussball Nationaldivisioun 2014/2015 var den 101:a säsongen av högstaligan i fotboll i Luxemburg. Säsongen startade den 1 augusti 2014 och avslutades den 23 maj 2015. F91 Dudelange var regerande mästare inför säsongen då de vunnit sitt elfte ligamästerskap i föregående säsong. Mästare denna säsongen blev Fola Esch som tog sin sjunde mästartitel.

## Lag

### Arenor och orter
| Lag                | Ort               | Arena                  | Kapacitet |
| ------------------ | ----------------- | ---------------------- | --------- |
| Differdange 03     | Differdange       | Stade du Thillenberg   | 7 830     |
| Etzella Ettelbruck | Ettelbruck        | Stade Am Deich         | 2 650     |
| F91 Dudelange      | Dudelange         | Stade Jos Nosbaum      | 2 600     |
| Fola Esch          | Esch-sur-Alzette  | Stade Émile Mayrisch   | 3 900     |
| Grevenmacher       | Grevenmacher      | Op Flohr Stadion       | 4 000     |
| Hostert            | Hostert           | Stade Jos Becker       | 1 500     |
| Jeunesse Canach    | Canach            | Stade Rue de Lenningen | 5 400     |
| Jeunesse Esch      | Esch-sur-Alzette  | Stade de la Frontière  | 5 400     |
| Käerjéng 97        | Hautcharage       | Stade um Bëchel        | 1 000     |
| Mondorf-les-Bains  | Mondorf-les-Bains | Stade John Grün        | 3 600     |
| Progrès Niederkorn | Niederkorn        | Stade Jos Haupert      | 4 830     |
| Rumelange          | Rumelange         | Stade Municipal        | 2 950     |
| Victoria Rosport   | Rosport           | VictoriArena           | 2 500     |
| Wiltz 71           | Wiltz             | Stade Géitz            | 2 000     |

## Tabell

### Poängtabell
| Nr | Lag                   | S  | V  | O | F  | GM | IM | MS  | P  |
| -- | --------------------- | -- | -- | - | -- | -- | -- | --- | -- |
| 1  | Fola Esch             | 26 | 19 | 4 | 3  | 63 | 21 | +42 | 61 |
| 2  | Differdange 03        | 26 | 18 | 5 | 3  | 61 | 31 | +30 | 59 |
| 3  | F91 Dudelange (RM)    | 26 | 16 | 6 | 4  | 55 | 20 | +35 | 54 |
| 4  | Progrès Niederkorn    | 26 | 15 | 5 | 6  | 51 | 29 | +22 | 50 |
| 5  | Jeunesse Esch         | 26 | 12 | 8 | 6  | 46 | 34 | +12 | 44 |
| 6  | Victoria Rosport (U)  | 26 | 8  | 7 | 11 | 36 | 46 | −10 | 31 |
| 7  | Etzella Ettelbruck    | 26 | 9  | 3 | 14 | 36 | 50 | −14 | 30 |
| 8  | Mondorf-les-Bains (U) | 26 | 8  | 5 | 13 | 30 | 40 | −10 | 29 |
| 9  | Grevenmacher          | 26 | 8  | 5 | 13 | 24 | 48 | −24 | 29 |
| 10 | Rumelange             | 26 | 7  | 7 | 12 | 29 | 38 | −9  | 28 |
| 11 | Wiltz 71              | 26 | 7  | 6 | 13 | 29 | 38 | −9  | 27 |
| 12 | Käerjéng 97           | 26 | 8  | 3 | 15 | 33 | 52 | −19 | 27 |
| 13 | Hostert (U)           | 26 | 5  | 8 | 13 | 35 | 52 | −17 | 23 |
| 14 | Jeunesse Canach       | 26 | 3  | 6 | 17 | 16 | 45 | −29 | 15 |

#### Nedflyttningskval
| Lag         | Resultat | Lag      | Publik | Arena                            |
| ----------- | -------- | -------- | ------ | -------------------------------- |
| Käerjéng 97 | 0–3      | Strassen | 2 200  | Stade Alphonse Theis, Hesperange |

Strassen spelar i Foussball Nationaldivisioun säsongen 2015/2016.

## Statistik

### Skytteligan
| Rank | Spelare                    | Lag                | Mål |
| ---- | -------------------------- | ------------------ | --- |
| 1    | Sanel Ibrahimović          | Jeunesse Esch      | 21  |
| 2    | Aleksandre Karapetian      | F91 Dudelange      | 15  |
| 3    | Jeff Lascak                | Victoria Rosport   | 14  |
| 4    | Samir Hadji                | Fola Esch          | 12  |
| 4    | Hakim Menai                | Progrès Niederkorn | 12  |
| 6    | Omar Er Rafik              | Differdange 03     | 11  |
| 6    | Antonio Luisi              | Differdange 03     | 11  |
| 6    | Jose Inacio Cabral Barbosa | Rumelange          | 11  |
| 9    | Lévy Rougeaux              | Progrès Niederkorn |     |
| 10   | Gauthier Caron             | Differdange 03     |     |
| 10   | Jakob Dallevedove          | Fola Esch          |     |
| 10   | Grégory Adler              | Hostert            |     |